# آل عريمة (وادي الدواسر)
آل عريمة، هي قرية من فئة (ب) تقع في محافظة وادي الدواسر، والتابعة لمنطقة الرياض في السعودية. وتبعد آل عريمة عن محافظة وادي الدواسر بمسافة تقارب () كم.